# Iphitos fils d'Eurytos
Pour les articles homonymes, voir Iphitos.

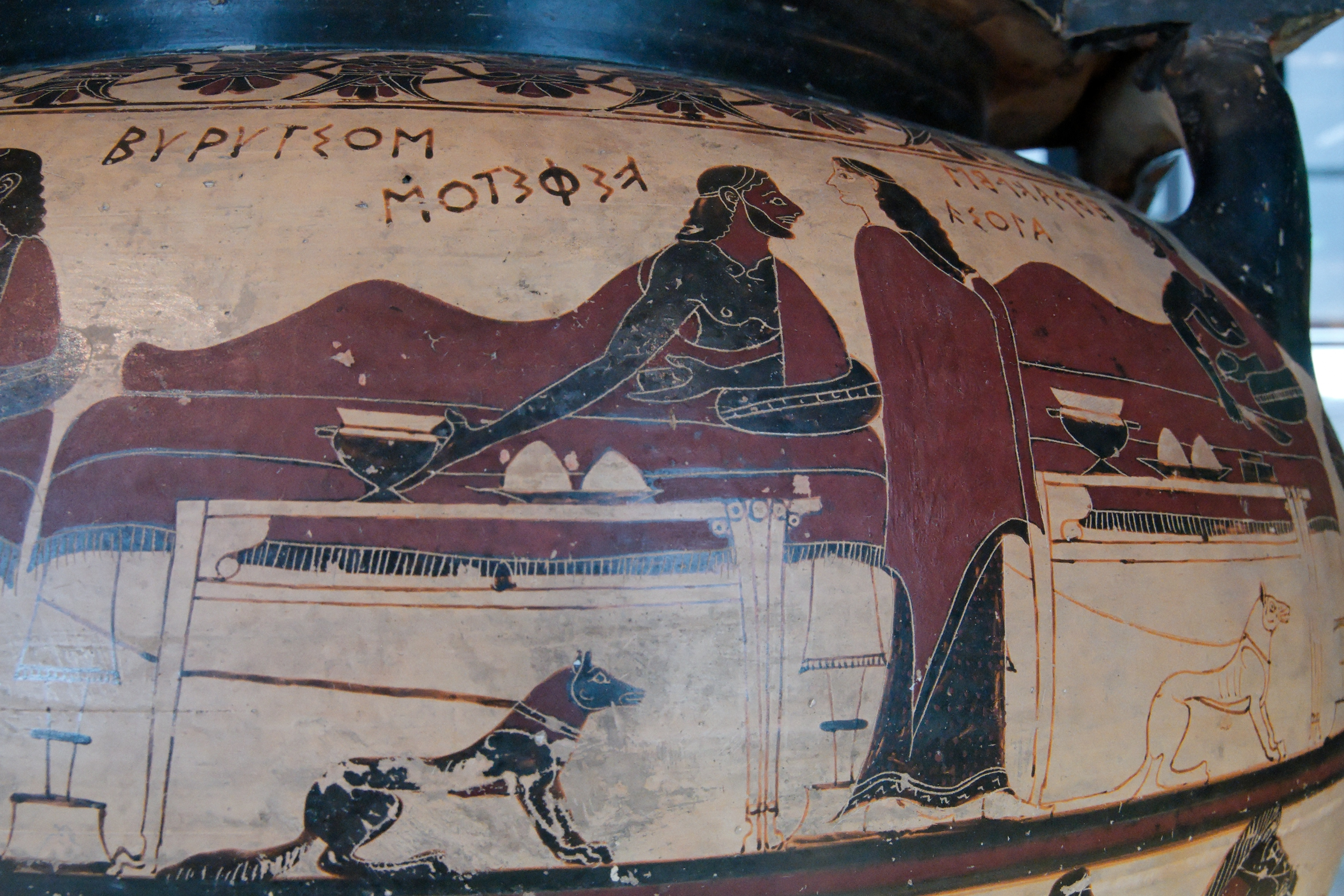
Héraclès, Iole et Iphitos (au centre) au banquet, détail du « cratère d'Eurytios », un cratère à colonnettes corinthien de 600 av. J.-C. environ, musée du Louvre (E 635).

Dans la mythologie grecque, Iphitos est le fils d'Eurytos (roi d'Œchalie), et le frère de Déionée, d'Iole et Clityos. Son frère, son père et lui furent tués par Héraclès, qui prétendait épouser sa sœur. Son frère et lui comptent parmi les Argonautes. D'après Homère, Iphitos avait donné l'arc recourbé, le carquois porte-flèches et les flèches qui le remplissaient à Ulysse à Messène, dans la demeure d'Orsiloque.